# Königheimer Tal
Als Königheimer Tal wird ein Teil des Naturraums Tauberland in Baden-Württemberg bezeichnet, in dessen Gebiet sich der namengebende Ort Königheim befindet. Das Königheimer Tal ist als naturräumliche Teileinheit Nr. 129.01 der Haupteinheitengruppe Neckar- und Tauber-Gäuplatten die einzige Untergliederungseinheit der Einheit Umpfer-Wachbach-Riedel (Nr. 129.0) ganz in deren Norden, die ansonsten in zweiter Nachkommastelle ungegliedert bleibt. Das Königheimer Tal umfasst große Teile des Brehmbachtals mit einzelnen Nebenfließgewässern.

## Naturräumliche Gliederung
Das Königheimer Tal ist folgender Teil des Naturraums Tauberland der Haupteinheitengruppe Neckar- und Tauber-Gäuplatten:
- (zu 12 Neckar- und Tauber-Gäuplatten)
  - 129 Tauberland
    - 129.0 Umpfer-Wachbach-Riedel
      - 129.01 Königheimer Tal

    - 129.1 Südliche Tauberplatten
    - 129.2 Freudenbacher Platte
    - 129.3 Taubergrund
      - 129.30 Mittleres Taubertal
      - 129.31 Vorbachtal
      - 129.32 Wittigbachtal
      - 129.33 Taubertal bei Bieberehren

    - 129.4 Tauberberg
      - 129.40 Unterbalbach-Röttinger Riedel
      - 129.41 Messelhäuser Hochfläche
      - 129.42 Großrinderfelder Fläche
      - 129.43 Werbach-Böttigheimer Tal